# الحازمية (حمص)
الحازمية قرية سوريّة تتبع إداريّاً لمحافظة حمص منطقة حمص ناحية حمص، بلغ تعداد سكانها 1,080 نسمة حسب التعداد السكاني لعام 2004.